# Chrysler TV-8
Il Chrysler TV-8 era il nome di un progetto per un carro armato medio ideato dalla Chrysler nel 1950. Il carro avrebbe dovuto essere capace di guerre terrestri e anfibie ma non fu mai prodotto. Uno delle idee per la propulsione prevedeva di usare la propulsione nucleare.

## Descrizione
Il TV-8 fu presentato da Chrysler successivamente al progetto Astron "X-weapon". Il carro presentava un design particolare, poiché presentava una cabina-torretta dove avrebbero dovuto trovarsi le munizioni, il motore e l'equipaggio; la cabina sarebbe stata montata sopra un telaio leggero che poteva essere separato in caso di trasporti aerei. Il peso complessivo del carro era di circa 25 tonnellate, con la cabina dal peso di 15 tonnellate e il telaio dal peso di 10 tonnellate.
Inizialmente il TV-8 doveva essere mobilitato da un motore Chrysler V-8 da 300 CV con un generatore spinto da due motori elettrici per muovere i due cingoli. Altri metodi di propulsione che furono valutati erano un motore con turbina a gas e un impianto a ciclo di vapore, alimentato a idrocarburi o con la fissione nucleare.
In seguito a una revisione, si concluse che il progetto TV-8 non presentava vantaggi rispetto ai carri convenzionali che fossero sufficienti per permettere uno sviluppo ulteriore del progetto, perciò, il 23 aprile 1956, le proposte del TV-8 e di Astron furono di fatto annullate.